# Strašna peć
Strašna peć je spilja kraj naselja Savar na središnjem dijelu Dugog otoka. 
Prvi put spominje se 1898. godine u zadarskom listu "Il Dalmata" i to u članku dr. Luke Jelića. Popularizira je 1904. godine "Illustrierte österreichische Riviera Zeitung" kada je počinju posjećivati brojni posjetitelji.
Prva je organizirana izletnička destinacija ne samo na Dugom otoku već i šire, koju je 1904. godine posjetio i sam austro-ugarski car Franjo Josip. Zadivljen njezinom ljepotom Franjo Josip dao je urediti spilju, te su napravljena željezna vrata na ulazu, postavljena dva ferala i uređeno prilazno stubište s mora. Ova turistička atrakcija pokušava se revalorizirati u današnje vrijeme.
Ulaz joj je na nadmorskoj visini od 70 metara, a oblikovana je u dobro uslojenim rudistnim vapnencima. Nakon ulaza, koji je nastao urušavanjem dijela svoda, kanal se na početku blago, a zatim sve strmije spušta do dna, koje je ispunjeno urušenim blokovima.